# Gran Revolta àrab de 1936-1939 al mandat de Palestina
La Gran Revolta àrab designa la rebel·lió dels àrabs palestins per a la creació d'un Estat independent al Mandat Britànic de Palestina. Era dirigida contra l'autoritat mandatària britànica, hi donaven suport els partits àrabs i també s'adreçava contra la immigració jueva. No ha de ser confosa amb la Revolta àrab de 1916- 1918 on els àrabs de la península d'Aràbia es van revoltar contra l'autoritat otomana amb el suport britànic
Aquesta revolta és un punt culminant en el combat dels nacionalistes palestins en l'època del Mandat britànic i les seves conseqüències són majors en el marc del conflicte israelo-palestí i de la fundació de l'Estat d'Israel.
El seu fracàs militar porta al desmantellament de les forces paramilitars àrabs i a l'exili dels seus líders. Provoca el reforç de les forces paramilitars sionistes, sobretot amb el suport dels britànics, així com una escissió en el seu si, l'Irgun, que considera que no només cal defensar-se contra els atacs àrabs, sinó que cal respondre'ls. En l'àmbit polític, empeny els líders àrabs enviats en exili, entre els quals Amin al-Husayni, a escollir el camp de l'Alemanya nazi en vigílies de la Segona Guerra Mundial. L'adopció pels britànics del Llibre blanc de 1939, que imposa l'aturada de la immigració jueva a Palestina, és una victòria política àrab parcial però augmenta encara el ressentiment de la comunitat jueva, que serà encara més accentuat després de l'Holocaust.

## Els orígens
Des de la fi del segle xix, un corrent important al si de les comunitats jueves mundials, el sionisme reivindica l'autodeterminació i la fundació d'un Estat jueu a Palestina. El 1917, els britànics, per l'intermediari de la Declaració Balfour anuncien el seu suport oficial al projecte sionista. Són seguits el 1920 per la Societat de Nacions que dona als britànics Mandat a Palestina per afavorir-hi l'immigració jueva i la implantació d'una «llar nacional jueva».
La població àrab del país així com les dels països veïns s'oposen, no obstant això, al projecte. S'organitzen manifestacions regularment a tota Palestina des de 1919. L'abril de 1920 fan una desena de morts i prop de 250 ferits a Jerusalem en vigílies de la Conferència de San Remo que ha d'avalar el mandat britànic. Després del fracàs del Rei Faisal per la presa de control de Síria, en la qual Palestina hauria constituït una província, el nacionalisme palestí pren amplitud. Esclaten nous incidents el 1921 i el 1929, mentre que els àrabs palestins reivindiquen la seva independència i reclamen la fi de la immigració jueva al país.
Ni les autoritats mandatàries, ni les comissions d'investigació enviades per Londres, ni les conferències i les negociacions bilaterals no aconsegueixen trobar una solució que satisfaci els jueus sionistes i els àrabs palestins.

## La revolta
Un mes després del començament de la vaga, els palestins havien anunciat que ja no pagarien els impostos. Al mateix temps la insurrecció armada era esporàdica d'entrada, però esdevindrà clarament més organitzada tot seguit.
El blanc preferit dels rebels era un oleoducte que anava de Kirkuk a Haifa, construït alguns anys abans. També van atacar línies de ferrocarril, trens, i també la van emprendre amb els jueus. El muftí Amin al-Husseini va participar en aquestes crides a la mort.
A la mateixa època, aixecaments antijueus esclaten al món àrab, però també a Constantina (Algèria francesa), el 1934 amb saquejos i morts. Tel-Aviv és marcada per violents incidents entre àrabs i jueus.

Per la seva banda, els britànics fan tot per aturar la revolta, amb la utilització del toc de queda i d'assassinats dirigits. La violència va disminuir a partir de 1936, durant un any aproximadament, en resposta a la proposició dels britànics de reunir una comissió d'investigació, la Comissió Peel, per comprendre la raó de la revolta. Però aquesta comissió preconitzava la creació de dos Estats, un Estat àrab i un Estat jueu. La proposició és llavors acceptada pels sionistes: Chaim Weizmann i David Ben-Gurion pensen servir-se dels guanys territorials per conquerir a la fi tota Palestina. Els àrabs s'hi neguen; Awni Abd al-Hadi declara 
| « | Lluitarem. Ens batrem contra el repartiment del país i contra la immigració jueva. No acceptarem cap compromís | » |

. Després d'aquest rebuig, la revolta es reprèn el 1937, marcada per l'assassinat del comissari Andrews a Natzaret. La insurrecció continua el 1938 i s'atura el 1939. Els britànics decideixen de limitar la immigració jueva a Palestina i limitar-ne l'adquisició de les terres per parts d'aquests últims.

## Resposta
Amb la revolta, els Britànics van augmentar considerablement el seu efectiu militar a Palestina. Per arborar la revolta, decreten sobretot una política de «detenció protectiva i detenció administrativa» (detenció sense fet ni prova) contra les elits polítiques o les persones sospitoses de donar suport als insurgents. La tortura és utilitzada en els Centres d'investigació dels àrabs. Els britànics utilitzaven també els tocs de queda i una política de destrucció de les cases. Més de 120 àrabs van ser condemnats a mort durant la revolta i 40 van ser penjats. Molts caps polítics palestins se'n van haver d'anar de Palestina per fugir de la repressió, com ara per exemple el cas d'Amin al-Husseini.
Els britànics, d'altra banda, va donar suport de manera puntual a la Haganà per tal de lluitar contra certes faccions àrabs insurrectes, hostils tant als jueus que als britànics. En el mateix moment, l'Irgun decideix respondre a cada atac àrab per un atac d'igual amplitud, o fins i tot més.

## Resultat
Tot i els 20.000 soldats britànics, dels 14.500 soldats vinguts en reforç, i de la Haganà, la revolta àrab va prosseguir durant tres anys. Abans que l'ordre no fos restablert, el març de 1939, més de 5.000 àrabs, 500 jueus i 200 Britànics van trobar la mort. Amin al-Husayni, que havia hagut de fugir de Palestina el 1937, va arribar a Europa i va rebre el suport de l'Alemanya nazi.